# Klein Schierstedt
Klein Schierstedt ist seit dem 4. März 2005 ein Ortsteil der Stadt Aschersleben im Salzlandkreis und liegt am Südufer der Wipper im Bundesland Sachsen-Anhalt. Im Ortsteil leben 305 Einwohner (Stand 2013). Die Fläche der ehemaligen Gemeinde beträgt etwas über 7 km². Der Ort liegt im Wippertal des Harzvorlandes.

## Geschichte
Der Ort wurde erstmals 1010 unter dem Namen Seerstedt urkundlich erwähnt. Diese Urkunde ist datiert auf den 28. April 1010, so dass die Ortschaft 2010 ihr 1000-jähriges Jubiläum feiert. Die in Anhalt liegende Ansiedlung entwickelte sich zunächst in zwei Teilen: dem Dessauischen Anteil und dem Coethnischen Anteil. Am 1. Juni 1860 wurden die beiden Gemeinden zu Klein Schierstedt zusammengeschlossen.
Zwischen 1913 und 1915 entstand in dem Ort eine Schachtanlage, aus der bis in die 1960er Jahre Kalisalz gefördert wurde.
Am 20. Juli 1950 wurde Klein Schierstedt mit der benachbarten Gemeinde Groß Schierstedt zu einer neuen Gemeinde mit dem Namen Schierstedt zusammengeschlossen. Diese wurde am 1. Januar 1957 aufgelöst. Groß Schierstedt und Klein 
Am 4. März 2005 fand die freiwillige Eingemeindung Klein Schierstedts nach Aschersleben statt.

## Kultur und Sehenswürdigkeiten
Im Zentrum des Ortes ragt die Gnadenkirche mit ihrer 2008 restaurierten Turmspitze in die Höhe. Die Kirche wurde 1590 erbaut, wie eine in Stein gemeißelte Bauurkunde an der Nordseite des Kirchenschiffes beweist. Der Turm musste im 19. Jahrhundert neu gebaut werden. Der heutige mächtige Turm in seiner markanten Gestalt (nach oben hin achteckig verlaufend) wurde 1825 erbaut. In der Mitte des Altarraumes befindet sich ein imposanter Taufstein. Er wurde im Jahre 1590 von einem Klein Schierstedter Bürger gestiftet. Der Taufstein wurde aus einer anderen unbekannten Kirche nach Klein Schierstedt gebracht, er ist also deutlich älter als die Kirche selbst. Bemerkenswert ist auch die Orgel, welche sich auf der Westseite des Kirchenschiffes befindet. Aufgrund ihrer Größe musste ein Teil der Decke herausgebrochen werden. Sie wurde von einem Dessauer Orgelbauer erschaffen und am 25. November 1866 aufgestellt. Sie ist bis heute bespielbar. Der Ort hat einen regional bekannten Kirchenchor.
Weitere Kulturdenkmäler sind im örtlichen Denkmalverzeichnis aufgeführt. Als Bodendenkmale gelten ein Grabhügel („Galgenberg“) aus dem Neolithikum und die „Alte Burg“. Das Gelände mit dem Burgwall wirkt wie eine Hochebene (Geländesporn), welches im Nordwesten durch die Bahnstrecke Güsten–Drohndorf verändert wurde und an der Nordostseite von einer Stromleitung durchzogen wird. In Südlage an der Oberfläche finden sich einige hausartige Vertiefungen mit zerfallenen Steinlagen.
Der ortsansässige Schützenverein betreibt einen eigenen Schießstand mit Vereinsheim. Mitglieder nehmen regelmäßig an regionalen, landesweiten als auch nationalen Wettkämpfen teil, mit u. a. beachtenswerten Erfolgen z. B. in der Disziplin Ordonnanzgewehr bei der Meisterschaft des Landesschützenverbandes Sachsen-Anhalt und der Deutschen Meisterschaft des DSB.
Zusammen mit dem Chor und der Freiwilligen Feuerwehr ist der Verein Kulturträger im Ort.
Für die Freiwillige Feuerwehr Klein Schierstedt wurde 2008 ein neues, modernes Feuerwehrhaus erbaut.

## Wirtschaft
Klein Schierstedt ist seit Jahrhunderten von der Landwirtschaft geprägt. Im Zentrum befindet sich die Schierstedter Schokoladenfabrik GmbH und Co. KG mit 65 Beschäftigten, die vorwiegend aus der Ortschaft kommen. Es handelt sich dabei um eine Firma, die sich darauf spezialisiert hat, hochwertige Rohstoffe für die Ernährungsindustrie herzustellen. 